# Cyclomia bellula
Cyclomia bellula är en fjärilsart som beskrevs av W. Warren 1900. Cyclomia bellula ingår i släktet Cyclomia och familjen mätare. Inga underarter finns listade i Catalogue of Life.